# Овсієнки
Овсієнки (рос. Авсеенки) — український старшинський, пізніше дворянський рід.

## Походження
Нащадки Григорія Овсієнка, знатного військового товариша Стародубського полку (кінець XVII ст.).

## Опис герба
У блакитому полі срібна перевернута підкова, що увінчана і супроводжується всередині двома золотими кавалерськими хрестами (Любич).
Щит увінчаний дворянським нашоломником і короною. Нашоломник: три страусиних пера.